# Aphis chrysothamni
Aphis chrysothamni är en insektsart som beskrevs av Wilson 1915. Aphis chrysothamni ingår i släktet Aphis och familjen långrörsbladlöss. Inga underarter finns listade i Catalogue of Life.